# Alexander Frei (pilote automobile)
Pour les articles homonymes, voir Frei et Alexander Frei.
Pas d'image ? Cliquez ici
Alexander Frei, né le 20 juin 1954 à Soleure est un pilote automobile suisse. Il compte notamment quatre participations consécutives aux 24 Heures du Mans, de 2004 à 2007.

## Carrière
En 2001, il participe aux 24 Heures de Spa au volant d'une Lamborghini Diablo GTR engagée sous son nom. Il se classe dix-septième au classement général. L'année suivante, aux 24 Heures de Spa, il obtient le même résultat.
Il participe pour la première fois aux 24 Heures du Mans lors de l'édition 2004. Sur une Courage C65, il abandonne entre la neuvième et la dixième heure de course sur casse moteur,. En parallèle, il dispute la saison inaugurale des Le Mans Endurance Series et remporte trois victoires ainsi que le titre pilote en catégorie LMP675,.
En 2005, toujours avec Courage Compétition, il prend part aux 24 Heures du Mans. Au volant de la nouvelle Courage C60 Hybrid, il obtient son meilleur résultat dans cette course avec une huitième place à l'arrivée.
Pour la saison 2009, il est titularisé par le Reiter Engineering pour piloter une Lamborghini Gallardo LP560 GT3 dans le championnat d'Europe FIA GT3.